# 石羊文庙
石羊文庙，即白盐井直隶提举司文庙，位于云南省楚雄州大姚县石羊镇石羊社区象岭街，始建于明洪武元年（1368年）。

## 历史
石羊文庙始建于明洪武元年（1368年），位于老君、土主二庙之间，明万历三十七年（1609年）迁至象山山麓。清光绪五年（1879年）重建。
1988年维修大成殿。1993年10月1日至1995年3月20日，大姚县政府投资62万余元对石羊文庙全面维修。2003年，受7月21日、10月16日两次地震的影响，石羊文庙大部分建筑受损严重，2004年2月25日至2004年8月30日进行修复。2005年重建棂星门、泮池。

## 建筑
石羊文庙坐西向东，占地面积6584平方米，建筑面积1616.8平方米，布局为右庙左学，原建筑现存棂星门、大成门、大成殿、两庑，其余的泮池、乡贤祠、名宦祠、朱子阁、仓圣祠、明伦堂、黉学院、魁星阁等皆属重建:154-155。
大成殿面阔五间16.97米，进深三间12.5米，单檐歇山顶，抬梁式木构架建筑；大成殿供奉的孔子铜像，铸造于清康熙四十七年（1708年），高2.3米、重2000余千克，是已知现存的两尊大型孔子铜像之一（另一尊位于河南新蔡文庙）。

## 保护
1981年9月23日以“大姚孔庙及孔子铜像”的名称公布为第一批楚雄彝族自治州文物保护单位。1993年11月16日公布为第四批云南省文物保护单位。